# Crise política em El Salvador em 2021
A crise política em El Salvador em 2021 ocorreu em 1 de maio de 2021, quando a Assembleia Legislativa de El Salvador votou para destituir vários juízes da Suprema Corte e destituir o Procurador-Geral de El Salvador, ambos oponentes declarados da presidência de Nayib Bukele. O evento foi considerado um autogolpe pela oposição e pelos meios de comunicação.

## Antecedentes
Em 9 de fevereiro de 2020, o presidente salvadorenho Nayib Bukele ordenou que quarenta soldados entrassem na Assembleia Legislativa para pressionar seus deputados a votarem a favor de um requerimento de um empréstimo de US $ 109 milhões dos Estados Unidos para apoiar seu "Plano de Controle Territorial", uma medida de aplicação da lei contra o crime em El Salvador. Ele sentou-se na cadeira de Mario Ponce, o presidente da Assembleia Legislativa, e após alguns minutos, saiu da Assembleia Legislativa e informou uma multidão de simpatizantes: “Vamos dar a esses canalhas uma semana e se eles não aprovarem o plano até lá, nós os convocamos novamente", em referência aos políticos que ele precisava para aprovar o pedido de empréstimo.
Pequenos protestos contra Bukele ocorreram após o incidente, conhecido em El Salvador como 9-F, no entanto, muitos mais salvadorenhos manifestaram-se nas redes sociais em apoio a Bukele. Os parlamentares e a oposição política condenaram a ação de Bukele como uma tentativa de golpe de Estado. A Corte Suprema de El Salvador também condenou sua ação e proibiu-o de convocar a Assembleia Legislativa e proibiu o Ministério da Defesa de realizar quaisquer ações não permitidas pela Constituição. O incidente foi citado como um caso de retrocesso democrático em El Salvador.
Durante a pandemia de COVID-19 em El Salvador, Bukele ordenou à Polícia Nacional Civil que prendesse pessoas por violarem ordens de lockdown. O Tribunal Constitucional, uma parte do Supremo Tribunal, decidiu que prender cidadãos por violar as ordens de lockdown era ilegal, no entanto, Bukele rejeitou abertamente e ignorou a decisão do tribunal. Em 8 de novembro de 2020, Raúl Melara, o Procurador-Geral de El Salvador, abriu investigações sobre vinte instituições governamentais de Bukele por corrupção.

## Crise
Em 28 de fevereiro de 2021, as eleições legislativas salvadorenhas de 2021 resultaram na vitória do Nuevas Ideas, o partido político de Bukele, que conquistou 56 dos 84 assentos da Assembleia Legislativa. A primeira sessão da nova Assembleia Legislativa teve início em 1 de maio de 2021. O mandato de Ponce como Presidente da Assembleia Legislativa terminou com a primeira sessão da legislatura, que votou em Ernesto Castro como novo Presidente da Assembleia Legislativa com uma margem de 64 votos a favor e 20 abstenções.
Após a votação de Castro, a Assembleia Legislativa votou para remover todos os cinco juízes do Tribunal Constitucional da Suprema Corte que se opuseram a Bukele no passado, citando que eles haviam anteriormente "emitido decisões arbitrárias". A votação terminou com 64 votos a favor, 19 contra e uma abstenção. Elisa Rosales, líder do Nuevas Ideas, afirmou que havia "evidências claras" de que os juízes impediram a conduta do governo e que deveriam ser removidos para proteger os cidadãos. Imediatamente após a decisão, os cinco juízes consideraram a votação inconstitucional, mas os magistrados foram destituídos de qualquer maneira. Os juízes destituídos foram Óscar Armando Pineda Navas, o Presidente do Supremo Tribunal Federal, Aldo Enrique Cáder, Carlos Sergio Avilés, Carlos Ernesto Sánchez e Marina de Jesús Marenco.
Mais tarde, naquele mesmo dia, a Assembleia Legislativa também votou para destituir Melara do cargo de Procurador-Geral, que posteriormente apresentou sua renúncia. Cinco novos juízes foram nomeados em 3 de maio de 2021, todos apoiadores de Bukele. Os novos juízes foram Óscar Alberto López Jerez, que substituiu Pineda Navas como presidente da Suprema Corte, Luis Javier Suárez Magaña, Héctor Nahúm García, José Ángel Pérez Chacón e Elsy Dueñas Lovos, e cada um recebeu guardas armados como guarda-costas pessoais.

## Resultado e reações domésticas
A destituição dos juízes e do procurador-geral foi rotulada como um golpe, um autogolpe, uma jogada de poder e tomada de poder por vários meios de comunicação e pela oposição política de El Salvador, pois deu a Bukele e ao Nuevas Ideas mais poder político. Também foi rotulado como uma "ameaça à democracia".
René Portillo, um parlamentar da Aliança Republicana Nacionalista (ARENA), afirmou: "O que aconteceu ontem à noite na Assembleia Legislativa, com uma maioria que o povo deu através do voto, é um golpe." Muitos dos apoiadores e seguidores de Bukele, as Forças Armadas de El Salvador e a Polícia Nacional Civil apoiaram as ações da Assembleia Legislativa.